# Nécropole nationale de Mourmelon-le-Grand
 (janvier 2016).
Si vous disposez d'ouvrages ou d'articles de référence ou si vous connaissez des sites web de qualité traitant du thème abordé ici, merci de compléter l'article en donnant les références utiles à sa vérifiabilité et en les liant à la section « Notes et références ».
La nécropole nationale de Mourmelon-le-Grand, est un cimetière militaire français de la Première Guerre mondiale situé sur le territoire de la commune de Mourmelon-le-Grand, dans le département de la Marne, aux environs de Reims et de Châlons-en-Champagne.

## Historique
Cette nécropole, créée entre 1919 et 1923 après les batailles de Champagne, a fait l'objet d'une réfection en 1982-1983.

## Caractéristiques
Le cimetière militaire abrite les tombes de 2 685 soldats français et trois ossuaires de soldats tués pendant la Première Guerre mondiale. Les restes de ces soldats ont été relevés sur les communes de Prosnes, Mourmelon-le-Grand et Saint-Hilaire-le-Grand.
Il abrite également un monument en hommage à la 40e division d'infanterie, à la 80e brigade, au 40e régiment d'artillerie, aux compagnies du génie 6/2 pionniers 6/52 et au 145e régiment d'infanterie territoriale.
Elle est sous la responsabilité de la direction interdépartementale des Anciens Combattants et Victimes de guerre de Metz.